# Коннор Еллебюйк
Коннор Еллебюйк (англ. Connor Hellebuyck; нар. 19 травня 1993, Коммерс, Мічиган) — американський хокеїст, воротар клубу НХЛ «Вінніпег Джетс». Гравець збірної команди США.

## Ігрова кар'єра
Хокейну кар'єру розпочав 2011 року на юніорському рівні виступами за команду «Одесса Джекалопс».
2012 року був обраний на драфті НХЛ під 130-м загальним номером командою «Вінніпег Джетс». 
З 2012 захищає кольори хокейної команди Університету Массачусетс. У сезоні 2013/14 Коннор стає найкращим воротарем ліги.
5 квітня 2014 укладає трирічний контракт з клубом НХЛ «Вінніпег Джетс». Сезон 2014/15 проводить в складі «Сент-Джонс АйсКепс». Взимку 2015 його обирають на матч всіх зірок АХЛ.
Старт наступного сезону відбувся в складі «Манітоба Мус», а вже 22 листопада 2015 через травму голкіпера чеха Ондржея Павелця його викликали до табору «Джетс». 27 листопада 2015 він дебютує в НХЛ в матчі проти «Міннесота Вайлд», 27 грудня відіграв перший матч на нуль проти могутніх «Піттсбург Пінгвінс», яка завершилась перемогою канадців 1–0.
Сезон 2016/17 Коннор провів як основний воротар «Джетс».
24 липня 2017 укладає однорічний контракт на суму $2.25 мільйонів доларів з канадською командою з Вінніпега.
У сезоні 2017/18 Еллебюйк встановлює новий рекорд для воротарів-американців залишаючи позаду Тома Баррассо з його рекордом 1992 року в складі «Піттсбург Пінгвінс». 17 квітня він був номінований на Трофей Везіни.
12 липня 2018 уклав новий шестирічний контракт з «Джетс».

## На рівні збірних
З 2014 року залучається до лав національної збірної США, на чемпіонаті світу 2014 так і не провів жодного матчу. На чемпіонаті світу 2015 року за версією журналістів був визнаний найкращим воротарем турніру. 
На Кубку світу 2016 перебував у складі збірної Північної Америки.

## Нагороди та досягнення
- Учасник матчу усіх зірок НХЛ — 2018, 2020, 2023, 2024.
- Друга команда всіх зірок НХЛ — 2018.
- Володар Трофею Везіни — 2020, 2024, 2025.
- Перша команда всіх зірок НХЛ — 2020, 2025.
- Володар Трофею Вільяма М. Дженнінгса — 2024, 2025.
- Пам'ятний трофей Гарта — 2025.

## Статистика

### Клубні виступи
| 2011–12      | «Одесса Джекалопс»      | ПАХЛ         | 53  | 26  | 21  | 5  | 3085   | 128   | 3  | 2.49 | .930 | 4  | 1  | 3  | 243   | 14  | 0 | 3.46 |      |
| 2012–13      | Університет Массачусетс | ХС           | 24  | 20  | 3   | 0  | 1397   | 32    | 6  | 1.37 | .952 | —  | —  | —  | —     | —   | — | —    | —    |
| 2013–14      | Університет Массачусетс | ХС           | 29  | 18  | 9   | 2  | 1747   | 52    | 6  | 1.79 | .941 | —  | —  | —  | —     | —   | — | —    | —    |
| 2014–15      | «Сент-Джонс АйсКепс»    | АХЛ          | 58  | 28  | 22  | 5  | 3332   | 143   | 6  | 2.58 | .921 | —  | —  | —  | —     | —   | — | —    | —    |
| 2015–16      | «Манітоба Мус»          | АХЛ          | 30  | 13  | 15  | 1  | 1735   | 72    | 4  | 2.49 | .922 | —  | —  | —  | —     | —   | — | —    | —    |
| 2015–16      | «Вінніпег Джетс»        | НХЛ          | 26  | 13  | 11  | 0  | 1423   | 56    | 2  | 2.34 | .918 | —  | —  | —  | —     | —   | — | —    | —    |
| 2016–17      | «Вінніпег Джетс»        | НХЛ          | 56  | 26  | 19  | 4  | 3034   | 146   | 4  | 2.89 | .907 | —  | —  | —  | —     | —   | — | —    | —    |
| 2017–18      | «Вінніпег Джетс»        | НХЛ          | 67  | 44  | 11  | 9  | 3966   | 156   | 6  | 2.36 | .924 | 17 | 9  | 8  | 1016  | 40  | 2 | 2.36 | .922 |
| 2018–19      | «Вінніпег Джетс»        | НХЛ          | 63  | 34  | 23  | 3  | 3705   | 179   | 2  | 2.90 | .913 | 6  | 2  | 4  | 360   | 16  | 0 | 2.67 | .913 |
| 2019–20      | «Вінніпег Джетс»        | НХЛ          | 58  | 31  | 21  | 5  | 3269   | 140   | 6  | 2.57 | .922 | 4  | 1  | 3  | 237   | 12  | 0 | 3.04 | .904 |
| 2020–21      | «Вінніпег Джетс»        | НХЛ          | 45  | 24  | 17  | 3  | 2603   | 112   | 4  | 2.58 | .916 | 8  | 4  | 4  | 538   | 20  | 1 | 2.23 | .931 |
| 2021–22      | «Вінніпег Джетс»        | НХЛ          | 66  | 29  | 27  | 10 | 3904   | 193   | 4  | 2.97 | .910 | —  | —  | —  | —     | —   | — | —    | —    |
| 2022–23      | «Вінніпег Джетс»        | НХЛ          | 64  | 37  | 25  | 2  | 3778   | 157   | 4  | 2.49 | .920 | 5  | 1  | 4  | 315   | 18  | 0 | 3.44 | .886 |
| 2023–24      | «Вінніпег Джетс»        | НХЛ          | 60  | 37  | 19  | 4  | 3567   | 142   | 5  | 2.39 | .921 | 5  | 1  | 4  | 275   | 24  | 0 | 5.23 | .864 |
| Усього в НХЛ | Усього в НХЛ            | Усього в НХЛ | 505 | 275 | 173 | 41 | 29,258 | 1,281 | 37 | 2.63 | .917 | 45 | 18 | 27 | 2,739 | 130 | 3 | 2.85 | .910 |

### Збірна
| Рік                | Команда            | Турнір             | Місце              | І  | В | П | Н | Хв  | ПГ | ІБГ | ПГГ  | %ВК  |
| ------------------ | ------------------ | ------------------ | ------------------ | -- | - | - | - | --- | -- | --- | ---- | ---- |
| 2015               | США                | ЧС                 | 3                  | 8  | 7 | 1 | 0 | 482 | 11 | 2   | 1.37 | .948 |
| 2017               | США                | ЧС                 | 5-е                | 2  | 2 | 0 | 0 | 120 | 5  | 0   | 2.50 | .900 |
| Національна збірна | Національна збірна | Національна збірна | Національна збірна | 10 | 9 | 1 | 0 | 602 | 16 | 2   | 1.59 | .930 |